# Carlos Castaneda
Carlos Castaneda (eigentlich spanisch Carlos César Salvador Arana Castañeda oder Carlos Aranha Castañeda, * 25. Dezember 1925 in Cajamarca; † 27. April 1998 in Los Angeles) war ein US-amerikanischer Ethnologe und Schriftsteller peruanischer Abstammung. In den 1970er und 1980er Jahren erlangten seine Bücher internationale Popularität. Darin berichtet er, dass er im Rahmen seiner Feldforschung über die Ureinwohner Mexikos sowie deren Gebrauch von Heilkräutern und Heiligen Kakteen (Peyote) einen Yaqui-Indianer namens „Don Juan Matus“ kennengelernt und von ihm eine Sichtweise der Wirklichkeit (englisch separate reality) gelernt habe, die seinen bisherigen wissenschaftlichen und religiösen Welterklärungsmodellen widersprach. Hierbei maß der Autor den sog. bewusstseinserweiternden natürlichen Drogen zunächst eine hohe Bedeutung bei; jedoch distanzierte er sich in den jüngsten seiner Werke – erst Ende der 90er Jahre veröffentlicht – weitgehend von dieser Sicht. Seine Schriften wurden von der New-Age-Bewegung aufgegriffen und spielten zeitweise nicht nur in esoterischen Zusammenhängen eine wichtige Rolle.

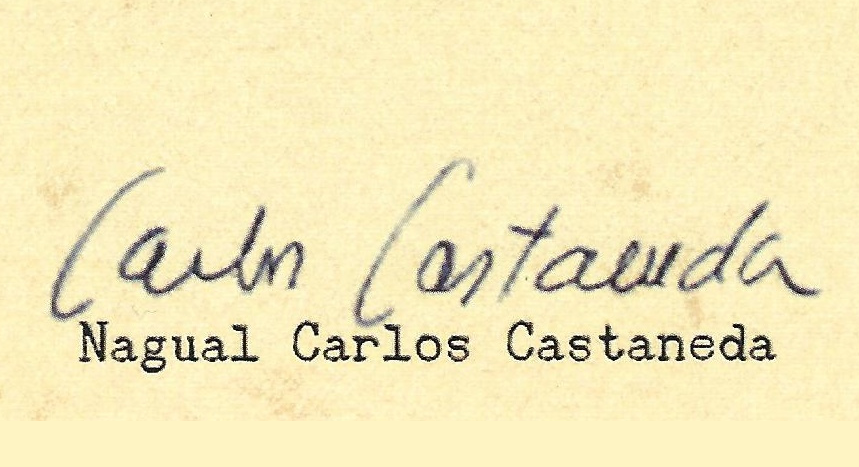
Unterschrift von Carlos Castaneda

## Leben
Castaneda, Sohn von César Arana Burungaray (1892–1970), einem Uhrmacher und Goldschmied, und Susana Castañeda Novoa († 1949), wuchs in Peru auf. In den 1940er Jahren besuchte Castaneda die öffentliche Schule 91, spanisch La Escuela Estatal Primaria de Menores N° 83004 Ex 91 „Juan Clemente Verjel“ und die weiterführende Schule „San Ramón“ in seiner Heimatstadt Cajamarca, spanisch Glorioso Colegio San Ramón für drei Jahre, machte dort aber keinen Abschluss.
Im Jahr 1948 zog die Familie Arana in die Hauptstadt Lima. Castaneda machte hier seinen Abschluss auf dem „Primer Colegio Nacional Benemérito de la República de Nuestra Señora de Guadalupe“, später besuchte er „Bellas Artes“, spanisch La Escuela Nacional Superior Autónoma de Bellas Artes (ENSABAP), die nationale Kunstakademie von Peru. Nach eigenen Angaben schickte man ihn in ein Internat nach Buenos Aires und später in die Vereinigten Staaten.
1951 ging Castaneda in Callao an Bord eines kleinen Schiffes („S. S. Yavari“), das ihn mit 16 anderen peruanischen Staatsbürgern nach San Francisco (Kalifornien) bringen sollte. Im September 1951 erreichte Castaneda den Hafen von San Francisco unter dem Namen „César Aranha“ (laut seinem peruanischen Pass mit der Nummer 34477). Nach eigenen Angaben kam er 1951 mit 15 Jahren nach San Francisco, wo er bei einer Adoptivfamilie lebte und 1955 an der „Hollywood High School“ einen Abschluss machte. Am 23. September 1951 stellte er den Antrag auf US-amerikanische Staatsbürgerschaft, seine Einbürgerung erfolgte am 21. Juni 1957.
1955 nahm Castaneda an Kursen des Los Angeles City College (LACC) erstmals unter dem Namen Carlos Castaneda teil. Während der ersten zwei Jahre belegte er Kurse in Journalismus, Wissenschaft und Literatur und besuchte zwei Kurse für kreatives Schreiben bei Vernon King. Im Jahr 1957 wurde ihm auf Antrag („Petition for Naturalization No. 199531“) die amerikanische Staatsbürgerschaft zuerkannt.
1959 machte Castaneda seinen Abschluss („Associate of Arts degree“) am LACC in Psychologie. Im gleichen Jahr ging er an die UCLA. 1960 besuchte er dort unter anderem Vorlesungen bei McCusick und Clement Meighan („Methods in Field Archaeology“).
1973 wurde er zum Dr. phil. promoviert. Seine Dissertation veröffentlichte er später unter dem Titel Reise nach Ixtlan.
In einem Interview sagte Margaret Runyan Castaneda (1921–2011), dass sie von 1960 bis 1973 mit Carlos Castaneda verheiratet gewesen sei, obgleich Castaneda die Ehe verschwieg und in seiner Sterbeurkunde stand, dass er nie verheiratet gewesen sei.

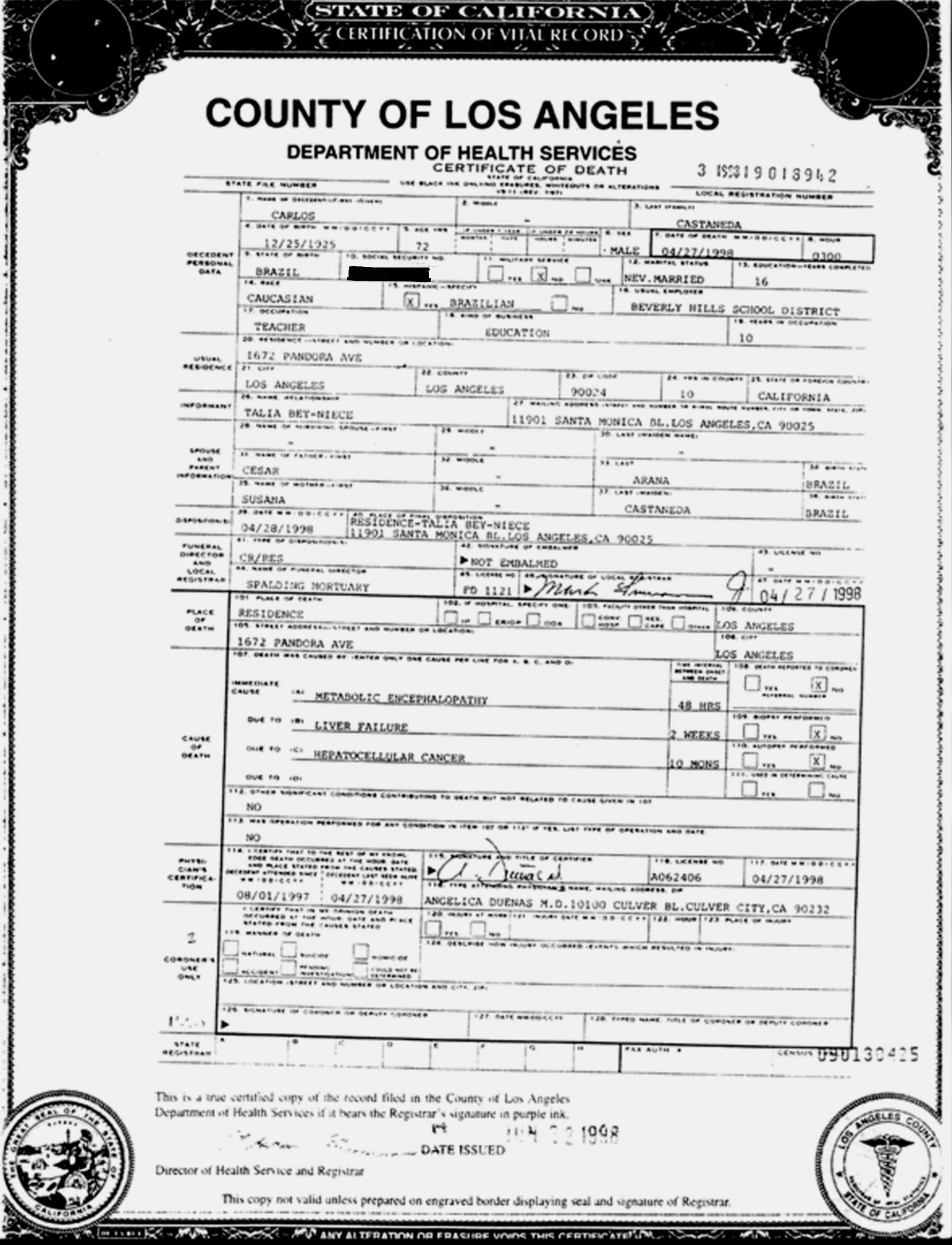
Kopie der Sterbeurkunde von Carlos Castaneda, ausgestellt vom Los Angeles County, Department of Health Services, 1998, unterzeichnet von Angelica Duenas, MD

Weitere Ehefrauen waren Florinda Donner-Grau, er heiratete sie am 27. September 1993 in Las Vegas (Marriage license No. C 472101) sowie am 29. September 1993 Carol Muni Tiggs Alexander ebenfalls in Las Vegas. In der Heiratsurkunde Nr. C 472425 ist Carol Tiggs als erste Ehe aufgeführt, ebenso wie in der Heiratsurkunde mit Donner-Grau.
Castaneda starb um 3 Uhr am Morgen des 27. April 1998. Sein Leichnam wurde noch am gleichen Tag durch das Spalding Mortuary in Culver City eingeäschert, die Überreste am 28. April in Mexiko bestattet. In der Sterbeurkunde wird die unmittelbare Todesursache als metabolische Enzephalopathie (hepatische Enzephalopathie) für einen Zeitraum von zwei Tagen, ausgelöst durch Leberversagen für einen Zeitraum von zwei Wochen, aufgrund von Leberzellkrebs für einen Zeitraum von zehn Monaten – also seit Juli 1997 – aufgeführt. Castanedas Tod wurde erst am 19. Juni 1998 öffentlich bekannt gemacht.

## Castanedas Werk
Castaneda beschrieb in seinen Büchern (siehe Werke) in autobiografischem Erzählstil, wie er das Wissen erlangte, das ihm Don Juan vermittelte, und wie er im Laufe der Zeit seine eigene Stellung im Leben auf diesem „Pfad des Wissens“ erkannte.
Außerdem entwickelte er in Zusammenarbeit mit seiner Ehefrau Florinda Donner-Grau (mit früherem Namen: Regine Margarita Thal) und Carol Tiggs ein System von Übungen zur Harmonisierung körperlicher Energien, die als „magische Bewegungen“ bezeichnet wurden und die er in einem weiteren Buch veröffentlichte. Seit 1993 werden hierzu kommerzielle Workshops (Tensegrity) angeboten. Der Name dieser Übungen wurde den Arbeiten von Richard Buckminster Fuller entlehnt. Sie bestehen aus gezielten Muskelanspannungen, kämpferischen Bewegungen und Atmungskoordination. Verschiedentlich wurden sie mit sogenannten harten Qi-Gong-Übungen verglichen, die man in den nordchinesischen, koreanischen und japanischen Kampfkünsten häufig findet. Da die Tensegrity-Übungen in den zehn vorhergehenden Publikationen von Castaneda nicht direkt erwähnt werden, sind sie innerhalb der Castaneda-Fangemeinde umstritten.
Darüber hinaus veröffentlichten Florinda Donner-Grau, Carol Tiggs und Taisha Abelar Erlebnisberichte, in denen sie ihre Lehrzeit bei einem gewissen Don Juan und seinen Gefährten darstellen sowie Begegnungen mit Castaneda schildern. Alle drei Frauen traten nach Castanedas Tod nicht mehr öffentlich in Erscheinung.

## Die Lehren des Don Juan Matus
1968 erschien im kalifornischen Universitätsverlag University of California Press Castanedas Buch „Die Lehren des Don Juan“. Beworben mit der Aussage: „Es wurde angenommen, der Westen habe keinen Weg des spirituellen Wissens hervorgebracht, der mit dem großen System des Ostens vergleichbar wäre“, erreichte das Buch binnen drei Jahren eine Auflage von 300.000 Stück.
Eine Aussage, die hinter den „Lehren des Don Juan“ in Castanedas Werken steht, lautet: Der Mensch und die Welt, die ihn umgibt, sind ein unergründliches Geheimnis; nur wer den „Weg des Herzens“ geht, kann den „Weg des Kriegers“ beschreiten, sein Bewusstsein erweitern und seine Lebensenergie effektiver nutzen. Dies geschehe durch ihre gezielte Umverteilung des Sinnes, dass jene ihrer Anteile, die aus Gründen der Erziehung und sonstiger kulturellen Prägung dem Betrieb destruktiver Aktivitäten zu dienen begonnen hatten, daraus zunehmend wieder abgezogen würden. Dies setzte dann das energetische Potenzial frei, welches, in die konstruktive, lebensbejahende Grundhaltung des Krieges investiert, sein Empfinden, Denken und seine Handlungen charakterisiert.
Die wichtigsten Ziele diesen Weges sind: „Das Bekämpfen des Gefühls der eigenen Wichtigkeit“, „Den Eigendünkel ablegen“ und „Den Spiegel der Selbstbetrachtung zerbrechen“. Das Gefühl der eigenen Wichtigkeit, die Dünkel und Selbstbespiegelung sind nach Meinung der Zauberer dem heutigen Menschen aufgenötigte Eigenheiten, die seine Lebensenergie sinnlos binden, ihn daher schwächen. Da nach Don Juan das Wesen der Wirklichkeit aus frei fließender Energie besteht, scheint das Kriterium zur Beurteilung von Sinn und Unsinn ihr selbst immanent und ökonomischer Art zu sein. Unersetzlich und grundlegend ist auch das sog. Rekapitulieren, welches über Jahre hinweg zu praktizieren sei. Wesenhaft besteht es daraus, sämtliche Erfahrungen des bisherigen Lebens – insbesondere mit den Menschen, die man gekannt hat – wieder zu erinnern und während dessen zu verarbeiten. Hierbei würden nach und nach auch traumatische Erfahrungen wieder zugänglich, die bis dahin vergessen oder in den Bereich des Unbewussten verdrängt worden waren.
Laut Castaneda stamme dieser umfangreiche Komplex an im weitesten Sinne psychotherapeutisch zu nennenden Kenntnissen von den Schamanen/Zauberern des präkolumbischen Mexikos, dem Volk der Tolteken. Castaneda habe dieses Wissen von Don Juan. Durch diese Einsichten in die Eigenschaften des menschlichen Bewusstseins und der Bewusstheit alles Lebenden erfahre der Mensch von beidem: sowohl von seiner kläglichen aktuellen Verstrickung in vielerlei psychopathogene Tendenzen, als auch von der Möglichkeit, sich aus ihnen zu befreien. Dies ist der Weg des Herzens, der Weg des Kriegers. Oberflächlich betrachtet scheint diese Lebensweise Ähnliches anzustreben wie der Zen-Buddhismus, beispielsweise das Anhalten des Inneren Dialogs. Das Vermögen, in kritischen Situationen die Welt anzuhalten, um den Punkt zu realisieren, an dem sich effektiv eingreifen ließe (anstatt lediglich an Symptomen zu kurieren), sei eine der Meisterleistungen der modernen Zauberer.
Diese Art Kriegertum, der Weg des Daseinskampfes mit Herz, „hat nichts zu tun mit den Akten kollektiver Gewalt und der individuellen Dummheit“ (Anspielung auf die die jüngere Menschheitsgeschichte kennzeichnende Folge endloser Kriege wie auch Szenen einer Ehe). Er verkörpert eine Haltung, die identisch scheint mit dem Vermögen des urtümlichen Lebensphänomens, sich auf einem einst wüst und leer gewesenen Planeten behauptet zu haben, evolutionierend bis hin zum Menschen als bewusstseinsmäßig höchst stehende von allen Arten. Der Weg des Kriegers gründet in der persönlichen Auseinandersetzung mit der Unendlichkeit und der ihr gegenüber höchst befristeten eigenen Existenz. Die Sterblichkeit der Lebewesen mache ihr Dasein nicht etwa bedeutungslos, lediglich bewusst, dass es nur eine einzige Chance gibt, zu werden was man ist.
Entdeckt und methodisch ausgebaut wurde der Pfad der Krieger laut Castaneda, damit der Suchende sich auf ihm die körperliche und charakterliche Stärke aneigne, derer es bedürfe, um sich ihm in den Weg stellende Schwierigkeiten zu ertragen und sich von außergewöhnlichen Wahrnehmungen nicht aus der Bahn werfen zu lassen. Zudem werden während dessen die energetischen Quantitäten frei gesetzt, welche notwendig seien, um in unbekannte Welten einzutreten. Dies bis dahin Unbekannte anhand des Träumens erstens überhaupt realisierbar, zweitens aber auch konkret erfahrbar machen zu können (Pirschen), seien in zwei scheinbar gegensätzlichen Talenten verankert, die in der Regel von jeweils spezialisierten Individuen ausgelebt würden (Theoretiker vs. Praktiker?), sich jedoch in entsprechend konstellierten sozialen Gruppen ideal ergänzen. Ein Nagual – ob Frau oder Mann – stelle hier insofern eine Art Ausnahmemensch dar, als dass in ihm beide Talente gleichermaßen stark angelegt wären. Sobald ausgebildet, sei ein Mensch dieses Typs prädestiniert als führende Instanz einer Zauberergruppe. Dies ist vielleicht vergleichbar mit den Philosophenherrschern Platons oder wie sich Aristoteles die höchste Form seines Zoon politikons vorstellt – überhaupt erinnert die pathogene Fixierung des unten näher erläuterten Montagepunktes stark an die Verhältnisse 'im Inneren' des platonischen Höhlengleichnis. Auch dort ist die Rede von Menschen, deren Bewusstsein derart gefesselt wurde, dass ihnen nur ein einziger kleiner Ausschnitt der Wirklichkeit wahrnehmbar sei.
Die Wirklichkeitserfahrungen im Nagualismus des Carlos Castaneda sind im Wesentlichen, das „Sehen“, „Pirschen“, „Träumen“, „Gestaltwechseln“ und „Beabsichtigen“ in seinen von ihm erläuterten Ausführungen. Die genannten Systeme basieren letztlich auf den abstrakten toltekischen Erkenntnissen zur menschlichen Wahrnehmung und Bewusstheit.

### Tonal und Nagual
Davon abgesehen bezeichnet das Nagual eine Denkungsart, die der des Tonal konträr gegenüber stehe. Ganz nachvollziehbar ist diese Terminologie noch nicht; wahrscheinlich aber charakterisiert das Nagual eine optimale Synthese der beiden Aspekte, die die westliche Psychologie in den Begriffen der Intuition und Ratio umschreibt, während das Tonal annähernd der rationalen Logik gleichkäme. Diese ist mechanizistisch, gebunden an den kausalen Nexus aus Ursache -> Wirkung, das Nagual hingegen direkt angeschlossen an das Wirken der Unendlichkeit. Laut den Lehren des Don Juan Matus ist „(…) das Tonal alles, was wir kennen. (…) Alles, wofür wir Wörter haben, ist das Tonal. (…) Das Tonal beginnt mit der Geburt und endet mit dem Tod“. Das Nagual hingegen sei „(…) der Teil von uns, für den es keine Beschreibung gibt – keine Wörter, keine Namen, keine Gefühle, kein Wissen“. Die beiden Begriffe sind für die Lehren des Don Juan Matus fundamental. Dabei handelt es sich nicht um eine einfache dualistische Weltsicht, wie etwa Yin-Yang, Körper-Geist, Gut-Böse, Spenta Mainyu-Angra Mainyu etc. Laut Don Juan Matus gehören diese Dichotomien sämtlich zum Tonal. Das Nagual hingegen lässt sich mit nichts umschreiben oder vergleichen, was in Sprache gesetzt werden könnte, es lässt sich lediglich von jedem Menschen persönlich erfahren.
Diese Begriffe bezeichnen zwei „parallele Welten“, aus denen das Universum besteht – die Welt der materiellen Objekte (Tonal) und die immaterielle Welt (Nagual). Für Don Juan wird der Tonal mit dem Menschen geboren und stirbt mit ihm. Der Nagual ist der andere Teil des Menschen, der immer da ist, davor, während und danach. Tonal ist die Welt, die die Vernunft webt. Don Juan Matus unterscheidet die dem Menschen fassbare oder wahrnehmbare Welt im Tonal, der „ersten  Aufmerksamkeit“ und dem Nagual, der „zweiten Aufmerksamkeit“.
Menschen kommunizieren mit der Welt der Materie durch das erste Bewusstsein, der „ersten Aufmerksamkeit“, das heißt durch dasjenige, das durch die Sinnesorgane des physischen Körpers erfolgt.
Um das Nagual erkennen zu können, muss man das zweite Bewusstsein, die „zweite Aufmerksamkeit“, entwickeln, das heißt eine außersinnliche Wahrnehmung. Der Begriff „Nagual“ hat aber auch noch eine erweiterte Bedeutung (Polysemie), so handelt es sich auch um einen Schamanen, der das Nagual beherrscht und in der Lage ist, in ihm und von ihm aus zu handeln.

### Prähistorischer Hintergrund
Castaneda gibt an, dass die „Linie“ oder Zauberer-Kultur, die diese Kenntnisse gewonnen, in ihren uns fremd anmutenden Begriffen formuliert, zunehmend entwickelt und von einer zur nächsten Generation vermittelt habe – über Don Juan schließlich auch an ihn –, bereits vor 10.000 Jahren existierte. Allerdings habe sie ihren Zenit vor 3000 Jahren überschritten, da die damals herrschenden „alten Zauberer“ (Priester-Könige?, Schamanen) zur Festigung ihrer Macht Träume konstruiert hätten, die sie wie einem Film über ihre Reiche projizierten, bis es über kriegerische Konflikte zu deren vollständigen Zusammenbruch kam. (Archäologisch deutet diese Auskunft u. U. zu den vielen zerfallenen Städten, Herrschafts- und Tempelanlagen, die in den Urwäldern Mittelamerikas seit geraumer Zeit entdeckt und erforscht werden.) Zitat: „Ein Krieger befindet sich im Kampf gegen das individuelle Ich, das uns unserer einstigen Fähigkeiten beraubt hat“. Die alten Zauberer seien charismatische Egomanen mit überragenden geistigen Fähigkeiten gewesen, die in ihrem Machtdrang und den zu dessen Durchsetzung konzipierten Träumen (Ideologien?) auf den Beistand von Wesen gesetzt hätten, die Don Juan als Anorganische bezeichnet (s. w. u.).
Gleich nach dieser existenziellen Auseinandersetzung hätten die überlebenden Zauberer die ihnen bereits bekannte Methode des „Rekapitulierens“ weiter entwickelt. Ursprünglich diente sie lediglich der Verarbeitung der im kriegerischen Alltag oftmals erlittenen Niederlagen; nun wurde bewusst, dass das gesamte Leben eines Erwachsenen aus seriellen 'Kapitulationen' gegenüber traumatischen Erfahrungen bestehen kann. Erst solch existenzielle innere Auseinandersetzung, das Realisieren der traumatischen Zusammenhänge, ermögliche die Genesung. Der nächste Schritt führte zur Entdeckung oder Selbstbewusstwerdung des Montagepunkts – in den Begrifflichkeiten u. a der Psychoanalyse: des Ich-Bewusstseins als jene seelische Instanz, in der zwecks Orientierung und Befriedigung der Libido-Energie sämtliche Vorstellungen zusammengesetzt oder eben montiert werden. Diese Erkenntnis wurde wiederum grundlegend für weitere, so die, dass Vorstellungen und die sprichwörtlich hinter ihnen befindliche Wirklichkeit zwar wesenhaft verschieden seien, der Zugang zu letzterer ohne erstere aber nicht denkbar. Dies setze jedoch fundiert konzipierte Vorstellungen voraus, also nicht solche, die als Illusionen, wirklichkeits-abgehobene Ideologien oder auch höchst individuelle Wahngebilde zu bezeichnen wären. Der maßgebliche Unterschied sei, dass fundierte Vorstellungen (einschl. solcher Träume) Energie zu erzeugen vermöchten, während die mehr (englisch ofer minder) offensichtlichen Wahngebilde, Energie lediglich absorbieren.

### Der energetische Kern der Lehre
Diese Differenzierung ermöglichte den neuen Zauberern die Erkenntnis, dass sich das rein energetische Wesen der Wirklichkeit in Form leuchtender Fasern materialisiere, sozusagen in der Gestalt minimaler Strings, die jeweils eine spezielle Information beinhalten und fähig seien, sich zu bündeln oder miteinander zu verschränken. Dadurch entstünden sämtliche beobachtbaren Phänomene: sowohl die mikro- und makrokosmischen der sog. unbelebten Materie wie Atome, Sterne und Planeten, als auch die Lebewesen. Erst letztere aber seien mit dem Montagepunkt ausgestattet, eine Instanz, die von Natur aus begabt sei, ihre Position im Organismus verändern zu können und durch die zu jeder Zeit eine bestimmte Menge jener Fasern hindurch laufe. Dies sei das, was die 'westliche' Naturwissenschaft (Neurologie; Psychologie) unter Wahrnehmung verstehe. Währenddessen würden sie vom Motagepunkt beurteilt und konstelliert zu einem jeweils entsprechenden Vorstellungs-Ausschnitt der Wirklichkeit – die Voraussetzung gezielter Handlungen (Lenkung der Muskeln), ganz basal vermutlich im Sinne der Aufnahme von Nahrung. Hier wäre am direktesten nachvollziehbar, aus welchem Grunde eine Illusion, ein Wahn, oder auch nur ein Irrtum keine Energie (aufnehmbar aus der Nahrung) zu liefern vermag. Indes beziehen sich die Vorstellungsausschnitte nicht lediglich auf die Beschaffung von Nahrung, sondern seien sie auch denkbar im Sinne der praktischen Umsetzung eine bislang erst theoretisch konzipierten Gedanken-Experiments, das das Menschsein ganzheitlich umfasst. Fortgeschrittene Zauberer mit ihren Gruppen würden sich selbst als das bei weitem herausforderndste Experimentalgebiet auffassen, das es gibt.

### Der Kerker und die Freiheit
Die Tragik der heutigen Menschheit äußere sich symptomatisch daran, dass die Fähigkeit des Montagepunkts, seine Position willentlich ändern zu können, dem globalen Vergessen anheimfiel. Stattdessen sei er im Alltag an einer bestimmten Stelle fixiert (vgl. Höhlengleichnis). Zu Veränderungen der Position käme es nurmehr unwillkürlich, etwa infolge schwerer seelischer Erschütterungen, Einnahme sog. psycho-aktiver Substanzen und sonst von Natur aus allnächtlich, während des Schlafes. Dadurch würde der Wahrnehmung – infolge der verlagerten Position – ein anderer Bereich der Wirklichkeit zugänglich: das Träumen. Deren Inhalte blieben dem Bewusstsein oder Montagepunkt allerdings solange ohne jeden nachvollziehbaren Sinn – die Träume eben Schäume –, wie er die Verlagerung seiner Position statt beabsichtigen lediglich erleiden würde.
Der Weg des Kriegers ist als die Suche nach „absoluter Freiheit“ zu verstehen, d. h. vor allem: danach, die angeborene Fähigkeit des Montagepunkts zur willentlichen Positionsveränderung zurückzuerlangen. Castaneda beschreibt dies auch als „Freiheit von den Konventionen der Wahrnehmung“. Eine der verbreitetsten Konventionen z. B. zwinge weite Teile der heutigen Menschheit, die Wirklichkeit als eine aus festen Objekten zusammengesetzte Welt wahrzunehmen. Befreiung von dieser Konvention ermöglicht also, das Wesen der Wirklichkeit wieder als das zu sehen, was es sei – als Energie, die aus der Unendlichkeit heraus wirke, den Kosmos und Lebewesen wie auf unserer Erde erschaffe und im Menschen als Potential angelegt sei, ihrer selbst bewusst zu sein und in diesem Sinne zu handeln.
Auf dem Pfad, der aus der Unendlichkeit entspringe und in sie zurück führe, werde das Ich mit vier Gegnern konfrontiert, die sich der Reihe nach einstellen und bewusst würden: der erste, die kindliche oder kindische Angst, lasse sich überwinden von dem nächsten Gegner: die ab der vollen Entfaltung des Intellekts machbare Klarheit, welche zu realisieren vermag, dass die Menschheit seit einigen tausend Jahren in einer tiefen geistigen Krise verstrickt ist. Dem Krieger, der gegenüber der sich daraus ergebenden Herausforderung nicht verzagt, sie vielmehr annimmt, gelangt zu Macht über seine Artgenossen, was sich ihrerseits als Einschränkung (Feind) der Freiheit zu erweisen pflegt. Der Weg des Herzens, der Liebe, sei das ultimative Gegenmittel, solcher Versuchung zu erliegen. Der letzte Gegner: das Alter, sei unüberwindbar.
Wiederholt phasenweiser Rückzug des Kriegers aus seinen sozialen Bindungen mit der Absicht, ihrer objektivierenden Beurteilung (nur konstatierte Makel sind korrigierbar, die eigenen ggf. leichter als die der anderen) sowie die methodische Schwächung des 'Ego'-Gefühls der eigenen Wichtigkeit bis hin zum Anhalten der Welt sind in dieser Lehre die Grundvoraussetzungen für das erfolgreiche Beschreiten des Kriegerpfades. Hierbei nähme das weltanhaltende Ende des sonst unablässigen inneren Dialoges das Sterben in gewisser Weise vorweg, wodurch dann noch Folgendes erkannt wurde: Das energetische Wesen hinter allem Vorstellbaren – von den Religionen der Welt als nach Bußen, ja oft blutigen Opfergaben wie Jesus als Sündenlamm fordernde Götter gedacht – will am Ende nicht uns mit Haut und Haar einverleiben, sondern nur die „Informationen“, die wir im Laufe unserer Lebensfrist gewannen.

### Bewusstheit und Wahrnehmung
Das Prinzip des Montagepunktes (englisch Assemblage Point) bildet, vor dem Hintergrund von Tonal und Nagual, den zentralen Aspekt der Lehre Don Juans. Der Beschreibung der Zauberer nach bestünden alle Lebewesen aus einer Energieblase, einem „Kokon“. Dieser umgibt auch uns Menschen und stellt im entspannten Grundzustand die, vergleichsweise wie ein Ei oder eine Säule, geförmte Grenze (Hülle) unseres Wesens dar. Innerhalb des „Kokons“, etwa eine halbe Armeslänge hinter den Schulterblättern, befände sich der Montagepunkt, der die Größe eines Tennisballs hat. Die dynamische Grundstruktur des Kosmos besteht nach den Lehren Castanedas aus unendlich vielen Energiefäden, die sich ihrer selbst jeweils bewusst seien und daher auch sinnvoll re-agieren können. Ihr Bewusstsein oder Geist ist freilich ebenso minimal konzipiert, wie der Körper-Aspekt ihrer Existenz, sie können sich aber auch bündeln, sowohl z. B. zu Planeten als auch zu Lebewesen.
Der Montagepunkt, den nur die Lebewesen hätten, vermag seinerseits, sämtlich der durch ihn hindurchströmenden Fasern zu bündeln. Da jede Faser Informationen über ihre Herkunft und bisherigen Erfahrungen beinhaltet, findet infolge der Bündelung Wahrnehmung statt. Demnach kann der Montagepunkt der Lebewesen deswegen wahrnehmen, weil es bereits jede einzelne der Energiefasern des Universums für sich kann – weil die Grundfähigkeit dieser Instanz daraus besteht, die Fasern bündeln und zu mehr oder minder komplexen Vorstellungen bündeln kann, die den Gegebenheiten der Wirklichkeit annähernd entsprechen. Die Vorstellung oder der Name der Rose ist nicht sie selbst.
Da sich der Montagepunkt aller Mitglieder einer menschlichen Kultur oder auch: einer auf bestimmte Beutetiere spezialisierten Orcagruppe infolge ihrer unaufhörlichen Kommunikation über Erfolg wie Misserfolg ihres Tuns nahezu an der gleichen Stelle befindet, nehmen alle Gruppenmitglieder auch denselben Wirklichkeits-Ausschnitt wahr, nämlich die Alltagswelt der jeweiligen Gemeinschaft. Das kann eine Welt aus festen Objekten sein, z. B. die Robben oder Heringsschwärme, die die Beute der jeweiligen Jägerverbände darstellen (ob aus Orcas, ob aus Menschen).
Nach Castaneda ist es aber möglich, dass sich der Montagepunkt verschiebt, entweder weil er es beabsichtigt, oder weil es 'von selbst' dazu kommt (Wechsel z. B. vom Alltagsbewusstsein zum Zustand des Schlafes oder des Rausches bis zur Bewusstlosigkeit). Sich verschieben oder verschoben zu werden heißt aber nichts anderes, als dass somit andere Energiefasern durch ihn hindurchgehen. Entsprechend verändert sich das, was der betreffende Montagepunkt (der Mensch als des Bewusstseins Träger) wahrnimmt, bis hin zu vollständig anderen Welten als der des Alltags.
Das Ziel der Zauberer ist es, den Montagepunkt  erstens aus einer unter Umständen sogar als pathogen zu bezeichnenden Fixierung zu befreien und schließlich bis hin zu jener Position zu verschieben, an der die Wahrnehmung von Energie als Energie möglich ist. Anders gesagt ist dies der Ort, in dem die Interpretation 'einer aus starren Objekten bestehenden Welt' unterbleibt, stattdessen das freie Fließen der reinen Energie in jeder einzelnen der Fasern wahrnehmend.
Die Befreiung und das Verschieben des Montagepunktes müsse willentlich „beabsichtigt“ werden – der erste Schritt dahin sei das Rekapitulieren, eine der Meisterleistungen das „Anhalten des inneren Dialogs“. Von der Einnahme psychotroper Substanzen sei im Allgemeinem sehr abzuraten (Castaneda räumt in den Spätwerken ein, infolge der bei ihm recht exzentrische Ausmaße angenommen habenden Fixierung ein Ausnahmefall gewesen zu sein), so haben die Zauberer bzw. Schamanen andere, risikoärmere oder sogar die Gesundheit fördernde Mittel gefunden, den pathogen fixiert gewordenen Montagepunkt an seine Fähigkeit zu gewollten, freien Verlagerung zu erinnern: tagelange körperliche Anstrengungen in weglosen Gebieten ('Survival-Training'), sich als Mann oben an der Decke in einer Frauen-Wohngemeinschaft als fast bewegungsunfähiger Beobachter festzurren, Fasten bis zum Verzehr aller gespeicherten Fettvorräte und kriegsähnliche Aktionen wie die, bei der die ganze Zaubergruppe 'gezwungen' war, Castaneda mittels einer strategisch gut vorbereiteten Altion aus den Fängen einer Bande von Verbrechern zu befreien. Einer der wichtigsten Gedanke zum Montagepunkt ist, dass die Welt, die der normale (fixierte) Mensch wahrnimmt, nur eine unter vielen hunderten sei.

### Freiheit und Gefangenheit des Bewusstseins
Kindern falle es aufgrund ihrer noch ungefestigten Sozialisation oder Unerzogenheit noch leicht, den Montagepunkt zu verschieben, ohne sich dessen schon bewusst zu sein (s. Lustprinzip, Vielgestaltigkeit kindlichen Lustverhaltens). Erwachsene hingegen hätten es ihrer vollendeten Erziehung oder psychischen Fixierungen wegen bereits deutlich schwerer oder seien überhaupt nie mehr in der Lage, sich der Verschiebbarkeit allein durch „Wollen“ bewusst zu werden, geschweige denn diese zu verwirklichen. Nur „durch Alkohol oder Drogen, durch schwere (fiebrige) Krankheit, in extremen Verhältnissen wie etwa Kriegssituationen und auch Träumen“ komme es bei ihnen zur Verschiebung des Montagepunktes, dann allerdings wegen der fehlenden Vorbereitung so, dass die begleitenden Änderungen der Wahrnehmung nicht verstanden würden. Falls eine beabsichtigte Verschiebung stattfindet und sich die Wahrnehmung des Menschen ändert und ihm unbekannte Welten gegenübertreten, gibt es nach Castanedas Aussagen die „Stimme des Sehens“, die einem sagt, wie die jeweilige neue Wahrnehmung zu deuten ist.

### Die anorganischen Wesen
Laut Castaneda kann man durch den Nagual-Aspekt des Montagepunkts mit jeder beliebigen anderen Lebensform Kontakt aufnehmen, seien es Orcas, Bäume oder bis dahin völlig unbekannte menschliche Kulturen. Die seltsamste Lebensform, mit der sich kommunizieren ließe, ja die man sogar als persönliche Verbündete gewinnen könne, seien die sogenannten anorganischen Wesen. Don Juan riet Castaneda – so seine später aus Erfahrung klug gewordene Auskunft  – jedoch dringend davon ab. Die Anorganischen seien nämlich ebenso lästig und egozentrisch wie die meisten der nächsten Bezugspersonen, mit denen Castaneda seine Kindheit, Jugend und noch später ausgiebig zu tun hatte. Dies sei nicht nur ein Aspekt seiner Problematik, sondern verallgemeinerbar.
Der Zusammenbruch der Linie der „alten Zauberer“ sei u. a. darauf zurückzuführen, dass sie versucht hätten, persönliche Vorteile aus dem Kontakt zu diesen Wesen zu gewinnen und diese nur ihren eigenen machtgierigen Zwecken unterstellten. Da die „alten Zauberer“ sich dadurch unbesiegbar fühlten, aber nicht auf Angriffe von Menschen vorbereitet waren, wurden sie durch Angriffe benachbarter Indianerstämme fast vollständig vernichtet. Die wenigen Überlebenden zogen sich für mehrere Jahrhunderte zurück, um ihre magischen Techniken zu überdenken. Die Zauberer formierten sich danach neu zur Linie der „modernen Zauberer“. Deren Zyklus begann allerdings zeitgleich mit den Angriffen der Spanier zur Zeit der Konquista. So wurden auch die „modernen Zauberer“ weitgehend vernichtet. Die überlebenden „modernen Zauberer“ gingen auseinander und bildeten kleine Gruppen. Die Gruppe von Don Juan entstammt diesem Umstand.
Laut Castaneda besitzen diese anorganischen Wesen eine eigene von uns unabhängige Existenz, welche für den Menschen aber erst durch die Verschiebung des Montagepunktes wahrnehmbar würde, d. h., diese anorganischen Wesen seien stets in unserer Umgebung, nur wir Menschen müssten unsere Wahrnehmung sensibilisieren, um uns ihrer bewusst zu werden.

### Pirschen und Träumen
Es werden zwei Techniken der Zauberei benannt und unterschieden: das Pirschen und das Träumen.
Die Kunst des Pirschens ist für das spirituelle, toltekische System („der erste Ring der Kraft“), wie es Don Juan Matus lehrte, von grundlegender praktischer Bedeutung; hierin fallen alle Aufmerksamkeiten für das Tonal, weshalb es auch als erste Aufmerksamkeit bezeichnet wird.
Pirschen bedeutet, die Position des Montagepunktes im Alltag verändern zu können. Eine Veränderung der Position des Montagepunktes verändert die Wahrnehmung der Welt. Zum Beispiel kann sich die Erinnerung an eine Situation, die man genau zu kennen glaubt, durch neu gewonnene Informationen ändern. Diese neuen Informationen können Details der eigenen Körperwahrnehmung, emotionale Erlebnisse und neue Erkenntnisse über den Inneren Dialog sein. Eine Form der Einübung des Pirschens ist die Zeugenarbeit. Dabei hilft ein Gesprächspartner bei der Untersuchung einer solchen Situation. Auf Grund der neu gewonnenen Informationen ist der Pirscher in der Lage, sein Spektrum an Entscheidungs- und Handlungsmöglichkeiten zu erweitern. Diese Beweglichkeit im Umgang mit Alltagssituationen ändert die Position des Montagepunktes von einer starren Fixierung auf routinierte Verhaltensmuster hin zu Handlungen mit Herz. Der Pirscher übernimmt die volle Verantwortung für sein Tun. Oder kurz gesagt: Pirschen ist ein Weg mit Herz.
Bei der toltekischen Vorstellung vom Träumen steht die bewusste Kontrolle, das Eingreifen, in die eigenen Handlungen im Traumgeschehen, als eine Technik („der zweite Ring der Kraft“), in der Form der „zweiten Aufmerksamkeit“.
Beim Träumen – auch ein angeborenes Talent, über das nicht alle Menschen gleichermaßen verfügen – gehe es nur darum, den Montagepunkt
- a) in bestimmte Positionen zu bringen und
- b) die dort sich aktualisierenden Wahrnehmungen möglichst genau zu studieren.

„Träumen“ im Sinne Castanedas bedeutet, sich während eines Traums bewusst zu werden, dass man träumt, das heißt: der Träumende weiß, dass er träumt, und kann sein Handeln im Traum bewusst steuern (Klartraum). Ein wesentliches Ziel des Träumens ist es, nach Objekten zu suchen, die Energie erzeugen, und somit während des Träumens in real existierende Welten einzutreten, um aus ihnen Kraft und Macht zu holen. Don Juan spricht von sieben Pforten des Träumens, welche durchschritten werden müssen. Ein weiteres wesentliches Ziel des Träumens ist es, den Energiekörper zu erreichen. Diesen erreicht der Träumer, indem er die vierte Pforte durchschreitet. Mit dem Energiekörper kann der Träumer auch im Wachbewusstsein unabhängig von seinem physischen Körper agieren.
Für die einwandfreie Umsetzung sei insbesondere das Erlernen von Praktiken wichtig, die das Anhalten des inneren Dialoges bewirken (siehe Meditation). Pirschen konkret besteht aus diversen lang zu repetierenden, durchaus auch körperlichen Konzentrations- und Gewohnheitsübungen; in der abendländischen Magie würden solche Tätigkeiten wohl Magisches Training oder Bewusstseinstraining genannt werden.
Reines Pirschen und reines Träumen schließen sich gegenseitig absolut aus, ergänzen sich jedoch symbiotisch. Eine wichtige Position innerhalb solcher Gruppen nehme der „Nagual“-Mann oder die -Frau ein, deren Energiekörper eine doppelte Struktur aufweise, weshalb sie allein fähig seien, sich im Pirscher wie im Träumer gleichermaßen hineinzuversetzen und die Führung solcher Gemeinschaften zu übernehmen.
Im Potential eines jeden Menschen liegt entweder der „Pirscher“ (als ein ‚Gestaltwandler‘) oder der „Träumer“ (als ein ‚Formenwandler‘). Das Pirschen oder Träumen sind zwei toltekisch, spirituell unterschiedliche Weisen in der Wirklichkeit zu sein. Obgleich Träumer das Pirschen lernen können, werden sie aber nicht zu Pirschern. Die Pirscher wiederum können das Träumen erlernen, werden aber nicht zu Träumern.

### Pirscherübungen – Zeugenarbeit
In den Büchern von Carlos Castaneda sind viele Hinweise auf verschiedene Formen und Anwendungsbereiche des Pirschens zu finden. Castaneda wurde durch ein „locker gestricktes“ Konzept von seinem Lehrer Don Juan Matus in diese Techniken eingeführt. Eine gezielte Unterrichtung im Pirschen erhielt er gegen Ende seiner Ausbildung von Florinda Donner-Grau.
Der zweite Schritt der Veröffentlichung des Wissens aus der Überlieferung der toltekischen Seher geschah 1995 in Form der auf Workshops unterrichteten Magischen Bewegungen, genannt Tensegrity. Das Üben von magischen Bewegungen ist eine grundlegende Form des Pirschens mit dem Körper, mit dem Körperbewusstsein, auch als kinästhetisches Bewusstsein bekannt. Magische Bewegungen sind so kraftvoll, dass sie eine Verschiebung des Montagepunktes bewirken. Und das ist das Ziel des Pirschens: Erst kleine und dann größere Verschiebungen bei vollem Bewusstsein und mit größtmöglicher Nüchternheit.
Ein dritter Schritt auf dem Weg der Veröffentlichung des Wissens der Tolteken geschah 2002 mit dem Praktizieren der Zeugenarbeit auf den Workshops, die von Cleargreen als Rechtsnachfolger von Carlos Castaneda und seinen Mitschülerinnen gegeben werden. Der Begriff Zeugenarbeit bezieht sich auf die neutrale Position des Beobachters. Ein Beobachter hat die Qualität eines Zeugen erreicht, wenn er ohne Wertung, Urteil und Kommentar die Präsentation seines Partners annehmen kann. Untersucht werden Geschichten aus dem Alltag, die nicht funktioniert haben, um neue Handlungsmöglichkeiten zu finden. Solche Möglichkeiten, die über das genutzte Repertoire an Handlungsmustern hinausgehen, bewirken eine Verschiebung des Montagepunktes. Der Pirscher erreicht das ihm persönlich Unbekannte und erweitert Schritt um Schritt seinen Aktionsradius.

### Einsatz von bewusstseinsverändernden Mitteln
Der „Weg des Kriegers“ wird in Castanedas ersten beiden Büchern vor allem durch zweierlei vermittelt:
- a) seine Gespräche im Dialog mit Don Juan, welche dem Muster der sokratischen Elenktik folgen und unter anderem das Anliegen der Zauberei erörtern, sowie
- b) dem gelegentlichen Konsum von verschiedenen halluzinogen wirkenden Pflanzen, so u. a. Peyote (Lophophora williamsii), Jimson Weed (Datura stramonium) und der Kleine Rauch Humito, eine in Pfeifen zu rauchende Mischung aus psilocybinhaltigen Pilzen und schimmeligen Blüten (siehe auch Visionen, Modellpsychose). Experimenteller Drogenkonsum zwecks einer erhofften Bewusstseinserweiterung (jedenfalls treten -veränderungen fraglos ein) sowie der damit unter ganz bestimmten Voraussetzungen machbare Anfang zum Beschreiten eines echten Selbstfindungsweges trugen Ende der 60er Jahre zur Popularität der Werke bei.

Allerdings spielen Drogen in seinen späteren Büchern keinerlei Rolle mehr für den Versuch Castanedas, seinem Bewusstsein eine andere, zweite Ebene der Wahrnehmung neben der unseres gewöhnlichen Alltags zugänglich zu machen. Durch eigene Erkenntnisse und Erlebnisse von großer Klarheit und Intensität, die ihm Don Juan Matus und Don Genaro geschildert hätten, sei ihm bewusst geworden, dass dauerhafter Drogenkonsum kein aussichtsreicher Weg sei, alteingesessene Denkmuster aufzugeben bzw. sich von der durch die Sozialisation ab der Geburt eingeprägten (anerzogenen) Weltauffassung abzukehren. Die ursprüngliche Verabreichung von Drogen durch Don Juan und dessen Auftrag, die davon bedingten Wahrnehmungsveränderungen sorgfältig zu erforschen, habe einen ausschließlich therapeutischen Zweck verfolgt; ohne diese Chance, sein festes Weltbild zu erschüttern, wäre Castaneda nicht fähig gewesen, die ans Manische grenzende Fixierung seines Bewusstseins (Montagepunkts) genügend erschüttern oder auflockern zu können, sich wirklich für die Lehren Don Juans zu interessieren. Don Juan gab Castaneda die bewusstseinserweiternden Pflanzen und Pilze also, damit sich Castaneda aus seinem materialistischen Weltbild befreien konnte und um in die Wahrnehmungsbereiche der Zauberer vorzustoßen.

### Das Raubwesen
Im Buch Das Wirken der Unendlichkeit beschreibt Castaneda ein Wesen, das vor Jahrtausenden „aus den Tiefen des Kosmos“ zur Erde gekommen ist. Dieses Wesen versklavt demnach die Menschen, indem es ihr Bewusstsein raubt. Es „ernährt“ sich vom „Glanz der Bewusstheit“, der Menschen umgibt und sich an der Außenseite des „menschlichen Kokons“ befindet. Dieser „Glanz der Bewusstheit“ erstreckte sich ursprünglich, als Menschen noch in ihrem natürlichen Zustand waren, vom Fuß bis zum Kopf. Bei Kindern ist er laut Castaneda noch vorhanden, wird jedoch ab einer gewissen Reife angegriffen. Das Wesen, das „Flieger“ genannt wird, nährt sich von dieser Bewusstheit bis zu den Zehenspitzen von Menschen, wodurch Menschen all ihrer Wahrnehmungsmöglichkeiten beraubt sind. Der Rest Bewusstheit, der übrig bleibt, reicht Menschen nur noch zur Selbstreflexion, zur Beschäftigung mit dem eigenen Ich. Das einzige Mittel, wie Menschen den „Flieger“ vertreiben können, ist, das „innere Schweigen“ zu erreichen und dieses zur Disziplin zu machen. Der „Flieger“ trickst die Menschen aus, indem er ihnen ein Bewusstsein gibt, von dem sie glauben, es sei ihr eigenes. Er hindert sie dadurch daran, sich gegen ihn zur Wehr zu setzen und sich ihrer einstigen Möglichkeiten bewusst zu werden. Laut Castaneda sind diese Möglichkeiten unermesslich, sobald der Flieger vertrieben ist und dadurch der „Glanz der Bewusstheit“ wieder bis in Höhe des Kopfes ansteigen kann.

## Rezeption
Castanedas Schriften wurden vor allem in der New-Age-Bewegung und in der Hippie-Subkultur rezipiert.
Sein erstes Buch, die Masterarbeit The Teachings of Don Juan: A Yaqui Way of Knowledge wurde 1968 bei Simon & Schuster veröffentlicht und führte bald die Bestsellerlisten an. Seine folgenden vier Bücher wiederholten diesen Erfolg. Die weite Verbreitung und der Einfluss seiner Werke brachten Castaneda 1973 auf das Frontcover des Time Magazine. Er wird als einer der Gründerväter und Schlüsselfiguren des New Age gesehen.
Schon 1969 gab es Literaturkritik, in der Castanedas erstes Buch weniger als wissenschaftliche Studie, sondern nur als Kunstwerk eingestuft wurde. Edmund R. Leach macht diese klare Unterscheidung auch aufgrund der fehlenden ethnologischen Einbettung von Don Juan, der zwar aus Sonora stammt, aber nun irgendwo in Arizona lebt. Immerhin kommt Leach zu dem Urteil, dass es sich um ein sehr gutes Buch („... but very good indeed“) handelt.
Der deutsche Ethnologe und Kulturhistoriker Hans Peter Duerr kritisierte an Castanedas „Yaqui-Weg des Wissens“: „Mir ist dieses Lachen des Don Juan […] mit der Zeit enorm auf die Nerven gegangen – weil es gegen das Leben gerichtet ist. Castaneda hätte seinen Don Juan auch vor Angst mal in die Hose pinkeln lassen müssen, anstatt uns mit einem Super-Guru zu leimen, der auch dann noch lachen würde, wenn sein Enkelkind in eine Betonmischmaschine fallen würde.“
In dem Horrorfilm Der Exorzismus von Emily Rose von 2005 zitiert die Figur der Anthropologin Dr. Sadira Adani, verkörpert von Schauspielerin Shohreh Aghdashloo, den Schriftsteller Carlos Castaneda und dessen andere Wirklichkeit während eines Gerichtsverfahrens um einen Pfarrer, der durch einen Exorzismus eine junge Studentin fahrlässig getötet haben soll.

## Kontroversen um Castanedas Werk
Castaneda verwendete in seinen ersten beiden Büchern den wissenschaftlichen Zugang sowie Sprache und Codes, die in der damaligen Anthropologie üblich waren. Sein erstes Buch ist bei University of California Press erschienen und das dritte Buch, Journey to Ixtlan, brachte ihm (praktisch unverändert) unter dem Titel Sorcery einen Doktortitel ein. Castanedas frühe Bücher wurden von seinem Anthropologie-Fachbereich ernst genommen, z. B. schrieb Walter Goldschmidt, ein international etablierter Anthropologieprofessor der UCLA, ein enthusiastisches Vorwort zu Reise nach Ixtlan. Castanedas frühe Bücher wurden als wissenschaftliche Feldstudien über mittelamerikanischen Schamanismus betrachtet.
Nach einer kritischen Time-Ausgabe (1973) und Richard De Milles Veröffentlichungen kam es zu einem akademischen Skandal. De Mille zweifelte die Existenz von Don Juan Matus an und zeigte, dass Castanedas angebliche ethnologische Feldforschung im Wesentlichen in der Universitätsbibliothek stattfand, wofür er die dort reichlich vorhandene okkulte Literatur auswertete. Castanedas Schilderungen hatten wenig mit der gelebten spirituellen Tradition der Yaqui gemeinsam. Eine Reihe von Widersprüchen häufte sich, z. B. über die verwendeten psychotropen Substanzen, die in der Wüstengegend gar nicht vorkommen sollen. Castaneda lieferte den Kritikern keine entsprechenden Beweise, die seine Feldforschungen in der Sonora-Wüste hätten bestätigen können. Allerdings stammt eine der Pflanzen mit psychotropen Substanzen, der Wüsten-Stechapfel (Datura discolor), von dort. Dies entspricht den Schilderungen von Die Lehren des Don Juan und Eine andere Wirklichkeit. Da Castaneda Don Juan zum ersten Mal an einer Bushaltestelle in Arizona begegnet, sind die Schauplätze dieser Bücher keineswegs auf Sonora beschränkt. Die meskalinhaltigen Peyotekakteen verschiedener Arten von Lophophora kommen im westlichen Texas bis El Paso im Grenzgebiet zu Arizona vor. Hans Sebald zeigte 1987 an Beispielen die widersprüchlichen Beschreibungen von Flora, Fauna und Klima des Habitats der Sonora-Wüste in Castanedas Berichten auf.
Heute hat Castaneda keinen Rückhalt mehr im Fach Ethnologie. Der Peyote-Forscher Weston La Barre sprach allerdings schon nach dem ersten Buch von einem reinen ego-trip, aber auch freundlicher gesinnte Fachleute wie der Ethnohistoriker und Yaqui-Forscher Edward H. Spicer, der bekannte britische Anthropologe Edmund Leach und der Ethnobiologe und Erforscher halluzinogener Pilze R. Gordon Wasson sowie Schriftsteller wie Donald Barthelme bemerkten, dass Castanedas Bücher Belletristik seien – kaum solide Kulturanthropologie.
Castaneda benutzt teils eine anthropologisch-wissenschaftliche Sprache, seine Bücher haben jedoch auch autobiografische Züge, sie sind die persönlichen Aufzeichnungen einer Suche und voll suggestiver Kraft. Sie schildern einen Weg zu einer befreiten Wahrnehmung, die dem Menschen sein Erbe verfügbar macht – die Wahrnehmung weiterer Welten, die ihm durch seine ständige Selbstbetrachtung und Verstrickung in sein Ego verschlossen waren. Häufig aufgegriffene Themen sind u. a. Magie, Zauberei und außerkörperliche Wahrnehmungen.
Castanedas Werke ausschließlich mit Drogenerfahrungen zu verknüpfen, wäre verfehlt. In der Reise nach Ixtlan bspw. thematisiert er Bewusstseinserweiterung und die Erfahrung zusätzlicher Welten, ohne dass Drogen als Hilfsmittel im Gebrauch wären, ja er weist später im Interview mit Graciela Corvalan („Der Weg des Tolteken“, FTV) ausdrücklich darauf hin, dass der eigentlich angestrebte Lernprozess kein solcher durch Drogen sei. Drogen seien ein zwar probates, aber sehr selten zu verwendendes, weil für die Gesundheit gefährliches Mittel („… seither ist die Leber beim Teufel“).
Castaneda starb 1998. Über die genaueren Umstände seines Todes ist wenig bekannt. Anschließend verschwanden spurlos fünf von mehreren ihm ergebenen Frauen, die seit 1973 mit ihm zusammengelebt hatten. Erst 2006 wurde ein im Death Valley gefundenes Skelett als einer von ihnen zugehörig identifiziert.
Bereits 1999 verbreiteten sich im Internet mehrere kritische Berichte über Begebenheiten rund um Carlos Castaneda und seine Anhänger. Innerhalb der darauffolgenden Jahre wurde der Mythos vermehrt hinterfragt (siehe z. B. das Buch von Amy Wallace, einer ehemaligen Geliebten Castanedas).

## Werke
- The Teachings of Don Juan: A Yaqui Way of Knowledge. 1968, ISBN 0-14-019236-0. [Zeitraum Sommer 1960 bis Oktober 1965]
  - deutsch: Die Lehren des Don Juan. Ein Yaqui-Weg des Wissens. März-Verlag, 1972. (Ab 1973 bei Fischer, Frankfurt am Main, ISBN 3-596-21457-2)
- A Separate Reality: Further Conversations with Don Juan. 1971, ISBN 0-14-019236-0. [April 1968 bis Oktober 1970]
  - deutsch: Eine andere Wirklichkeit. Neue Gespräche mit Don Juan. Fischer, Frankfurt am Main 1975, ISBN 3-596-21616-8.
- Journey to Ixtlan: The Lessons of Don Juan. 1972, ISBN 0-671-73246-3. [Sommer 1960 bis Mai 1971]
  - deutsch: Reise nach Ixtlan. Die Lehre des Don Juan. Fischer, Frankfurt am Main 1976, ISBN 3-596-21809-8.
- Tales of Power. 1974, ISBN 0-671-73252-8. [Herbst 1971 bis zum letzten Treffen mit Don Juan Matus im Jahr 1973]
  - deutsch: Der Ring der Kraft. Don Juan in den Städten. Fischer, Frankfurt am Main 1978, ISBN 3-596-23370-4.
- Second Ring of Power. 1977, ISBN 0-671-73247-1. [Treffen mit seinen „Mitlehrlingen“ nach der finalen Besprechung]
  - deutsch: Der zweite Ring der Kraft. 1978, ISBN 3-596-23035-7.
- The Eagles Gift. 1981, ISBN 0-671-73251-X. [Weiter mit seinen „Mitlehrlingen“; dann allein mit La Gorda]
  - deutsch: Die Kunst des Pirschens. 1981, ISBN 3-596-23390-9.
- The Fire From Within. 1984, ISBN 978-0-671-73250-9. [Don Juan Matus „Zweite Aufmerksamkeit“-Lehren bis zum „Abschlusstreffen“ im Jahr 1973.]
  - deutsch: Das Feuer von innen. 1984, ISBN 3-596-25082-X
- The Power of Silence: Further Lessons of Don Juan. 1987, ISBN 978-0-671-73248-6. [Die „philosophischen“ Kernthesen von Don Juan Matus Lektionen]
  - deutsch: Die Kraft der Stille. Neue Lehren des Don Juan. 1987, ISBN 3-596-10926-4.
- The Art of Dreaming. 1993, ISBN 978-0-06-092554-3. [Rückblick auf Don Juan Matus Lektionen über das „Träumen“]
  - deutsch: Die Kunst des Träumens. 1993, ISBN 3-596-14166-4.
- Magical Passes: The Practical Wisdom of the Shamans of Ancient Mexico. 1998, ISBN 978-0-06-017584-9. [Die Kunst der Körperbewegungen zum Durchbrechen der Barrieren der normalen Wahrnehmung]
  - deutsch: Tensegrity – Die magischen Bewegungen der Zauberer. 1998, ISBN 3-10-010214-2.
- The Wheel of Time: Shamans of Ancient Mexico, Their Thoughts About Life, Death and the Universe. 1998, ISBN 978-0-9664116-0-7. [Ausgewählte Exzerpte aus den ersten acht Büchern]
  - deutsch: Das Rad der Zeit. Das Vermächtnis des Don Juan. 1998, ISBN 3-596-14590-2.
- The Active Side of Infinity. 1999, ISBN 978-0-06-019220-4. [Denkwürdige Lebensereignisse]
  - deutsch: Das Wirken der Unendlichkeit. 2000, ISBN 3-596-14740-9.

## Kritische Literatur
- Corin Braga: Carlos Castaneda: The Uses and Abuses of Ethnomethodology and Emic Studies. Journal for the Study of Religions and Ideologies, vol. 9, no. 27 (Winter 2010): 71–106, ISSN 1583-0039, auf media.proquest.com
- Hellmut Coerper: Der Zugang zum Wissen: Tiefenpsychologische Deutung der Literatur Castanedas. Bonz, Fellbach 1981, ISBN 3-87089-310-9.
- Jay Courtney Fikes: Carlos Castaneda, Academic Opportunism and the Psychedelic Sixties. Madison Books, 1993, ISBN 0-8191-8503-5.
- Nevill Drury: Don Juan, Mescalito, and modern magic: The mythology of inner space. Routledge & Kegan Paul, London 1978, ISBN 0-7100-8582-6.
- Helena Dyndová: The Reflection of Carlos Castaneda and His Work in the Milieu of Contemporary Czech Shamanism. Central European Journal of Contemporary Religion 2 (2019) 75–90, https://doi.org/10.14712/25704893.2020.1, auf karolinum.cz
- Gaby Geuter: Filming Castaneda the Hunt for Magic and Reason. Authorhouse, 2004, ISBN 1-4140-4612-X.
- Alexander Knorr: Metatrickster. Burton, Taxil, Gurdjieff, Backhouse, Crowley, Castaneda. Eine Interpretation von Leben, Werk und Wirken ausgesuchter historischer Persönlichkeiten, deren Wohlgelingen der Hilfe des Diskurses zur mythologischen Trickstergestalt bedurfte. Herausgegeben von Matthias Samuel Laubscher, VASA-Verlag, Pondicherry / München 2004, ISBN 3-9809131-6-3,  PDF auf ethnologie.uni-muenchen.de
- Donald Lee Williams: Border Crossings: A Psychological Perspective on Carlos Castaneda’s Path of Knowledge. Inner City Books, 1981, ISBN 0-919123-07-4.
- Richard de Mille: Castaneda’s Journey: The Power and the Allegory. Backprint.com, 2000, ISBN 0-595-14508-6.
  - Richard de Mille: Die Reisen des Carlos Castaneda. Morzsinay Verlag, Bern 1980, ISBN 3-7213-0001-7.
- Richard de Mille: The Don Juan Papers: Further Castaneda Controversies. Backinprint.com, 2000, ISBN 0-595-14499-3.
- Daniel Noel: Seeing Castaneda: Reactions to the “Don Juan” Writings. Perigee Books, 1976, ISBN 0-399-50361-7.
- Margaret Runyan Castaneda: A Magical Journey With Carlos Castaneda. Millenia Press, 1996, ISBN 0-9696960-1-9.
- Christian von Sehrwald: Auf den Spuren der Götter – Peyote und die Ethnien Nordwestmexikos unter besonderer Berücksichtigung des Zeremonialzyklus der Huichol-Indianer. Nachtschatten-Verlag, Solothurn 2005, ISBN 3-03788-113-5.
- David Silverman: Reading Castaneda: A prologue to the social sciences. Routledge & Kegan Paul, London 1975, ISBN 0-7100-8145-6.
- Dennis Timm: Die Wirklichkeit und der Wissende: Eine Studie zu Carlos Castaneda. Privatdruck 1977, neu: Fischer, 1989, ISBN 3-596-24290-8.
- Amy Wallace: Sorcerer's Apprentice: My Life with Carlos Castaneda: My Life With Carlos Castenada. North Atlantic Books, Berkeley 2003, ISBN 978-1-58394-076-1.
- Samuel P. Widmer-Nicolet: Vom Weg mit Herz. Die Essenz aus der Lehre des Don Juan. Nachtschatten, Solothurn 2002, ISBN 978-3-907080-91-7

 Kritik von Ethnologen
- Weston La Barre: Stringing criticism from the author of ‚The Peyote Cult‘. In: Seeing Castaneda, Reactions to the „Don Juan“ Writings of Carlos Castaneda. Daniel C. Noel (Hrsg.), Putnam’s, 1976, S. 40–42.
- Edmund Leach: High School. In: The New York Review of Books, 5. Juni, 1969, S. 12f.
- Edward H. Spicer: Rezension von the Teachings of Don Juan. In: American Anthropologist. Band 71, 1969, Nr. 2, S. 320–322.

- Kritik des Ethnobiologen R. Gordon Wasson:
  - Rezension von The Teachings of Don Juan. In: Economic Botany. Band 23, 1969, Nr. 2, S. 197.
  - Rezension von A Separate Reality. In: Economic Botany. Band 26, 1972, Nr. 1, S. 98f.
  - Rezension von Journey to Ixtlan. In: Economic Botany. Band 27, 1973, Nr. 1, S. 151f.
  - Rezension von Tales of Power. In: Economic Botany. Band 28, 1974, Nr. 3, S. 245f.

Kritik von Schriftstellern, Philosophen und Literaturkritikern
- Donald Barthelme, The Teachings of Don B.. A Yankee Way of Knowledge, New York Times Magazine, 11. Feb. 1973, S. 14f., 66f.
  - Auch in: Donald Barthelme: Guilty Pleasures. Dell, 1974, S. 53–62.
- Joyce Carol Oates: Anthropology, Or Fiction? Brief an die New York Times Book Review. 26. Nov. 1972, S. 41.
  - Joyce Carol Oates: Don Juan’s Last Laugh. In: Psychology Today. Band 8, 1974, Nr. 4, S. 10, 12 u. 130.
  - Joyce Carol Oates: Brief an Daniel D. Noel In: Daniel C. Noel (Hrsg.): Seeing Castaneda. Reactions to the „Don Juan“ Writings of Carlos Castaneda. 1976, S. 69.
- Ronald Sukenick: Upward and Juanward, The Possible Dream. In: Village Voice. 25. Jan. 1973.
  - Auch in: Daniel C. Noel (Hrsg.): Seeing Castaneda. 1976, S. 110–120.

- Joseph Margolis: Don Juan as Philosopher. In: Daniel C. Noel (Hrsg.): Seeing Castaneda. 1976, S. 228–242.

- Calvin Tomkins: The Teachings of Joe Pye (Field Notes for Carlos Castaneda’s Next Epiphany). In: New Yorker. 3. Feb. 1973, Band 48, Nr. 50, S. 37f.

- Luis Carlos de Morais Junior: Carlos Castaneda e a Fresta entre os Mundos: Vislumbres da Filosofia Ānahuacah no Século XXI. Litteris Editora, Rio de Janeiro 2012.

## Videos
- Tensegrity – Teil 1, Zwölf grundlegende Bewegungen zur Sammlung von Energie und Förderung des Wohlbefindens, ISBN 3-929475-68-5.
- Tensegrity – Teil 2, Das Zurückführen verstreuter Energie, ISBN 3-929475-69-3.
- Tensegrity – Teil 3, Der energetische Wechsel von einem biologischen Stamm zum anderen, ISBN 3-929475-70-7.
- Magical Passes – Unbending Intent, ISBN 3-929475-95-2.

## Filme über Castaneda
- Enigma of a Sorcerer (2004)[46]
- Documental Carlos Castaneda BBC (2006)[47]

## Musik
- In dem Lied Herrmann hiess er der Nina Hagen Band (vom 1980 veröffentlichten Album Unbehagen), das mutmaßlich von Nina Hagens ehemaligem Lebensgefährten Herman Brood handelt, heißt es: „Er liest Carlos Castaneda, der lebt leicht wie eine Feder“.